# 전내부
전내부(前內部)는 백제의 관서이다.

## 개요
사비 천도 이후 정비된 백제의 내관 12부 중에서 수석관부로, 내무일반에 관한 사무를 담당했을 것으로 추청된다.